# Chrodechild (Gattin Theuderichs III.)
Chrodechild, auch nach ihrer Großmutter Doda genannt, bekannt auch als Chrodechild von Heristal (* um 650 in Heristal; † nach dem Mai 692), war merowingische Königin von etwa 677 bis 692.
Ihre Eltern waren vermutlich der Hausmeier Ansegisel sowie die später heiliggesprochene Begga.
Um 677 heiratete sie den König von Neustrien Theuderich III. Nach dessen Tod 690/91 führte sie für ihren unmündigen Sohn Chlodwig III. noch mindestens ein Jahr die Regentschaft. Sie ist in dieser Funktion durch eine interpolierte Urkunde vom Mai 692 letztmals bezeugt. Daneben hatte sie ihrem Gatten noch einen jüngeren Sohn Childebert III. geboren. Möglicherweise fand sie an der Seite ihres Gemahls in der Abtei Saint-Vaast in Arras ihre letzte Ruhestätte.
Rechnet man den Usurpator Chlothar IV. mit, so sind von den folgenden sechs letzten Merowingerkönigen keine Ehefrauen bekannt. Chrodechild ist damit die letzte namentlich bekannte merowingische Königin und sie scheint als Regentin für ihren minderjährigen Sohn Chlodwig noch über einen gewissen Einfluss verfügt zu haben.